# 阿魯阿區
阿魯阿區是非洲中部國家烏干達的111個區之一，由北部區負責管轄，首府是阿魯阿，距離首都坎帕拉約425公里，主要的經濟產業有農業和畜牧業，2010年人口估計為565,300。

## 外部連結
- Arua District Portal